# Памятник фронтовой медсестре (Москва)
Памятник фронтовой медсестре находится у входа в поликлинику № 109 на улице Гурьянова в районе Печатники в Москве.

## История
В 2015 году в Совете ветеранов района «Печатники» Юго-Восточного округа Москвы зародилась идея прославить в камне подвиги медиков, которые на фронтах Великой Отечественной войны спасали жизни солдат и офицеров Красной армии. Инициатором установки памятника стал полковник Малинин Борис Александрович, кремлёвский курсант, сам получивший ранение во время войны и спасённый медицинской сестрой. Совет ветеранов обратился к администрации и депутатам муниципального образования с инициативой создать комиссию для сбора документов и необходимых средств на установку памятника. Такая комиссия была создана. Средства на создание памятника предоставили 78 физических и юридических лиц. Авторами памятника выступили скульпторы Никифоровы Валерий Владимирович и Наталья Викторовна и архитектор Коротаева Анна Валерьевна.
Местом для установки памятника был выбран участок у входа в поликлинику № 109 на улице Гурьянова, 4, корпус 3 — здесь в годы Великой Отечественной войны располагался госпиталь, куда поступали раненые при обороне Москвы. 2 сентября 2016 года у входа в поликлинику была заложена плита монумента. Открытие памятника состоялось 28 октября 2017 года. В церемонии приняли участие около 150 человек — депутаты Государственной думы и Мосгордумы, ветераны Великой Отечественной войны, медсестры, военные врачи и ветераны.
Бронзовый памятник представляет собой собирательный образ медсестры — юная девушка, в гимнастёрке с погонами, в косынке, перепоясанная ремнём, с автоматом и сумкой через плечо. При создании памятника скульпторы использовали образ военного врача Анны Александровны Маргеловой (Куракиной), третьей жены Василия Филипповича Маргелова, являющейся кавалером двух орденов Отечественной войны, ордена Красной Звезды и медалей «За боевые заслуги», «За оборону Ленинграда», «За оборону Сталинграда», «За взятие Будапешта», «За взятие Вены» и многих других.